# Billy-lès-Chanceaux
 Billy-lès-Chanceaux  là một xã ở tỉnh Côte-d’Or trong vùng Bourgogne, phía đông nước Pháp. Khu vực này có độ cao trung bình 440 mét trên mực nước biển.